# Marlene Lufen

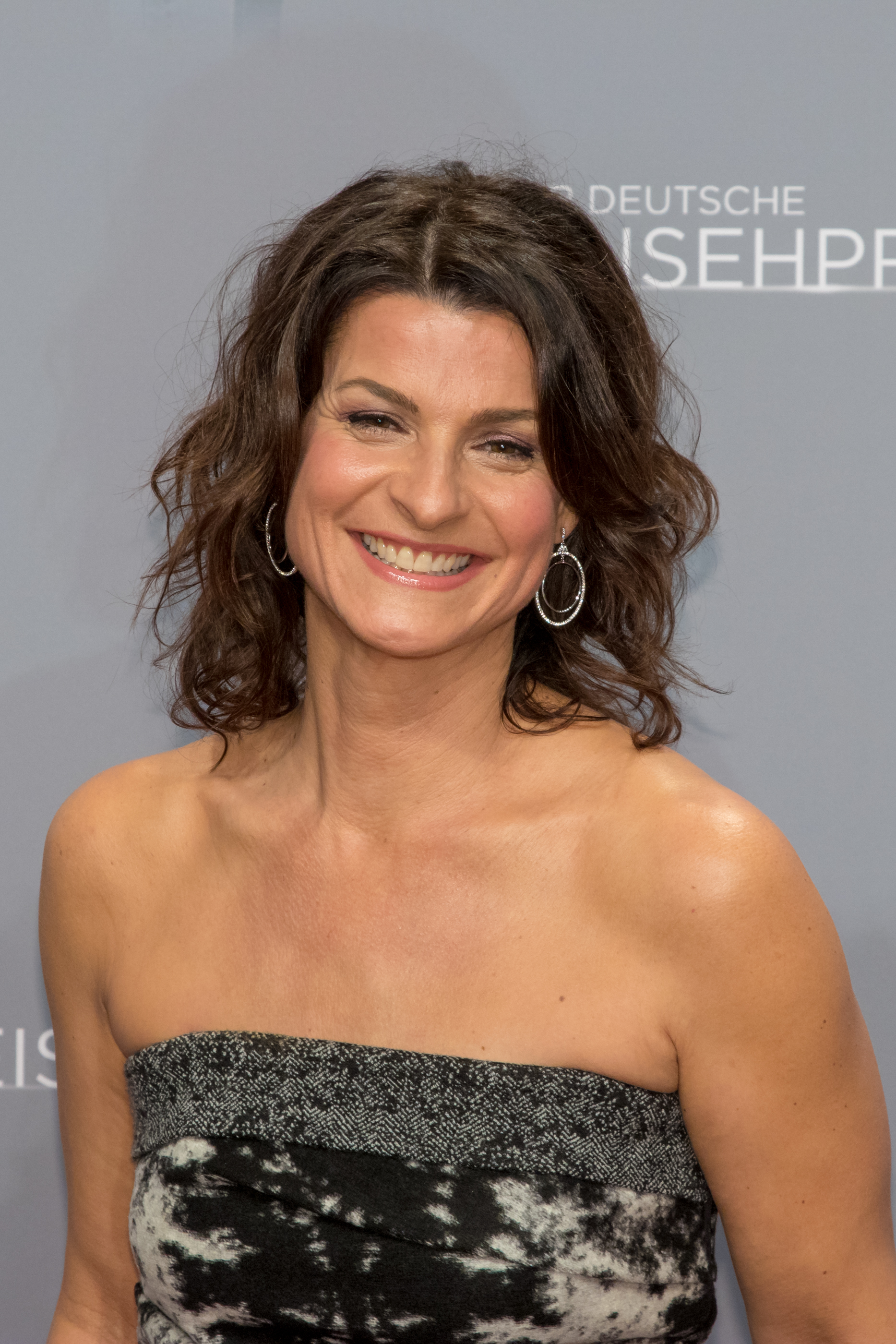
Marlene Lufen (2018)

Marlene Lufen (* 18. Dezember 1970 in West-Berlin als Marlene Franz) ist eine deutsche Fernsehmoderatorin.

## Leben und Karriere
Lufen studierte nach dem Abitur am Carl-Friedrich-von-Siemens-Gymnasium in Berlin-Siemensstadt Publizistik und Spanisch an der Freien Universität Berlin. Im Jahr 1995 ging sie für ein sechsmonatiges Praktikum in die USA. Im Rahmen dieses Praktikums besuchte sie die Nachrichtenredaktion des Fernsehsenders ABC in San Francisco. Anschließend arbeitete sie bei der Sat.1 Akte. 1996 gewann sie einen ARD-Journalistenwettbewerb und berichtete als Nachwuchsreporterin von den Olympischen Spielen in Atlanta.
Lufen moderiert seit 1997 das Sat.1-Frühstücksfernsehen. Im Video zu Stefan Raabs Eurovision-Song-Contest-Beitrag Wadde hadde dudde da? aus dem Jahr 2000 spielt Lufen die Fernsehansagerin. Nach einer Babypause im Jahr 2000 wechselte sie für einige Jahre zum öffentlich-rechtlichen Fernsehen und moderierte von 2001 bis 2007 das Regionalprogramm WDRpunkt Köln für das WDR Fernsehen.
Im Januar 2007 kehrte Lufen in das Sat.1-Frühstücksfernsehen zurück und moderierte zunächst montags bis freitags gemeinsam mit Jan Hahn die Sendung. Ab Mai 2007 moderierte Lufen das Sat.1-Frühstücksfernsehen am Samstag. Ihr Moderationspartner war in den ersten zwei Ausgaben Torgen Schneider, danach übernahm Hahn seinen Platz. Die Sendung am Samstag wurde aber im Juli 2007 wegen schlechter Quoten wieder eingestellt. 
Daneben präsentierte sie auch die Sendungen Gräfin gesucht (August 2008 bis 2009), Überraschung – Heute heiraten wir!, das Frühstücksfernsehen am Samstag und The Royals – Die Highlights. Für den WDR moderierte Lufen außerdem die Unterhaltungsformate Beste Freunde und Liebe ist Alles. 2016 nahm sie als Kandidatin an Das große Promibacken teil.
Seit 2018 moderiert sie zusammen mit Jochen Schropp die Sat.1-Realityshow Promi Big Brother. Außerdem moderierte sie im Januar sowie im November/Dezember 2019 zusammen mit Daniel Boschmann Dancing on Ice.
Im Januar 2022 nahm Lufen als „Zottel“ an der ProSieben-Show The Masked Dancer teil und belegte den zweiten Platz.

### Privates
Marlene Lufen war in ihrer Jugend Leistungsschwimmerin beim Berliner Sport-Club. Später spielte sie Theater und gründete eine eigene Theatergruppe. 
Lufen lebt in Köln. Sie war ab 1997 mit dem Sportjournalisten und Sportschau-Moderator Claus Lufen verheiratet. Gemeinsam haben sie einen Sohn und eine Tochter. Im Jahre 2019 trennte sich das Paar.

## Kontroversen
Am 20. Februar 2019 sorgte Marlene Lufen im Sat.1-Frühstücksfernsehen für Aufsehen, als sie ihren Studiogast, der keinen Betreuungsunterhalt für die Mutter seiner 12 und 14 Jahre alten Kinder leistet, öffentlich fragte, „ob er dazu stehe, ein Arschloch zu sein“. Sat.1 stellte sich später hinter Lufen.

## TV-Moderationen

### Derzeit/fortlaufend
- 1997–2000, seit 2006: Sat.1-Frühstücksfernsehen (Sat.1)
- seit 2018: Promi Big Brother (Sat.1) (zusammen mit Jochen Schropp)

### Ehemalig/Einmalig
- 2002–2006: Lokalzeit (WDR)
- 2002–2006: PunktKöln (WDR)
- 2007: Sat.1-Frühstücksfernsehen am Samstag (Sat.1)
- 2008: Überraschung! – Heute heiraten wir (Sat.1)
- 2008–2009: Gräfin gesucht (Sat.1)
- 2009: Beste Freunde (WDR)
- 2009: Liebe ist Alles (WDR)
- 2010: Semperopernball (MDR, Außenmoderation)
- 2011: William & Kate – Die Highlights (Sat.1)
- 2013: Küchenkönigin (sixx)
- 2016: Vergewaltigt – Warum so viele Frauen schweigen (Sat.1)
- 2017: Dinner Party – Marlene lädt zum Talk (Sat.1)
- 2018: Auf uns! – Wir feiern die Frauen! (sixx)
- 2019: Dancing on Ice (Sat.1) (zusammen mit Daniel Boschmann)
- 2021: Marlene Lufen: Deutschland im Lockdown (Sat.1)
- 2021: Deutschland hilft (Sat.1)

## Veröffentlichungen
- Marlene Lufen: Die im Dunkeln sieht man nicht. Warum missbrauchte Frauen schweigen. Lübbe, Köln 2018, ISBN 978-3-7857-2618-1
- Roman Maria Koidl, Karen Heinrichs, Marlene Lufen, Annika Kipp: Scheißkerle. Warum es immer die Falschen sind. Hoffmann und Campe, Hamburg 2010, ISBN 978-3-455-30700-9 (Audio-CD)